# إقبال خان
إقبال خان هو كبير الإداريين التنفيذيين سعودي، ولد في 13 فبراير 1957.